# سید اسحاق دلجو حسینی
سید اسحاق دلجو حسینی (زاده شهریور ۱۳۳۹ در ولایت کابل) سیاستمدار اهل افغانستان، رهبر ائتلاف ملی افغانستان است که کارشناس مسائل سیاسی افغانستان بین سال‌های ۲۰۰۱ تا ۲۰۰۶ بود. وی در بر اساس نتایج اولیه با حدود ۴۴ درصد آراء بالاترین میزان آراء را به خود اختصاص داده و همراه اشرف غنی احمدزی به دور دوم انتخابات راه یافته بود اما نهایتاً مغلوب وی گردید.